# 香林寺 (関市西神野)
香林寺（こうりんじ）は岐阜県関市西神野にある不動明王を本尊とする真言宗智山派の寺院。山号は花木山。東海白寿三十三観音霊場29番である。別称は八神不動。なお、関市大杉には同名の臨済宗寺院、耕雲山香林寺がある。
天正4年（1576年）に新長谷寺の運性が隣接する八剱神社の別当寺として建立したのが始まりである。本堂の他に観世音菩薩を祀り、東海白寿三十三観音霊場の札所寺院となっている。